# (500547) 2012 UT32
(500547) 2012 UT32 es un asteroide perteneciente al cinturón de asteroides, descubierto el 19 de diciembre de 2007 por el equipo del Spacewatch desde el Observatorio Nacional de Kitt Peak, Arizona, Estados Unidos.

## Designación y nombre
Designado provisionalmente como 2012 UT32.

## Características orbitales
2012 UT32 está situado a una distancia media del Sol de 3,039 ua, pudiendo alejarse hasta 3,814 ua y acercarse hasta 2,264 ua. Su excentricidad es 0,254 y la inclinación orbital 7,686 grados. Emplea 1935,79 días en completar una órbita alrededor del Sol.

## Características físicas
La magnitud absoluta de 2012 UT32 es 16,5. 